# Orrsjön (Ramsele socken, Ångermanland)
Orrsjön är en sjö i Sollefteå kommun i Ångermanland och ingår i Ångermanälvens huvudavrinningsområde. Sjön har en area på 0,318 kvadratkilometer och ligger 301,2 meter över havet. Sjön avvattnas av vattendraget Orrsjöbäcken.

## Delavrinningsområde
Orrsjön ingår i det delavrinningsområde (704953-152850) som SMHI kallar för Utloppet av Orrsjön. Medelhöjden är 324 meter över havet och ytan är 4,06 kvadratkilometer. Räknas de 3 avrinningsområdena uppströms in blir den ackumulerade arean 6,76 kvadratkilometer. Orrsjöbäcken som avvattnar avrinningsområdet har biflödesordning 3, vilket innebär att vattnet flödar genom totalt 3 vattendrag innan det når havet efter 132 kilometer. Avrinningsområdet består mestadels av skog (90 procent). Avrinningsområdet har 0,33 kvadratkilometer vattenytor vilket ger det en sjöprocent på 6,4 procent.